# Kulturhuset (Estocolmo)
Kulturhuset – en  español Casa de la Cultura - es un centro cultural situado en la plaza Sergel, en el centro de la ciudad de Estocolmo, en Suecia. Fue inaugurado en 1974 y comprende una biblioteca, locales de exposiciones, conferencias y conciertos, un cine, un cibercafé, tiendas y varios restaurantes, al lado de la plaza Sergels torg. Alberga también el teatro municipal, al lado de la calle Drottninggatan, y el Banco Nacional de Suecia, al lado de la plaza Brunkebergstorget. Recibe anualmente cerca de 3 millones de visitantes.

## Historia
En 1965, el gobierno de la ciudad anunció un concurso de arquitectura para construir un nuevo museo. Lo ganó el arquitecto sueco Peter Celsing. La Casa de la Cultura o Kulturhuset está dominado desde la mayoría de los ángulos por su estructura de hormigón, con el edificio del teatro adyacente con una fachada de acero inoxidable. La intención original había sido que el museo de arte moderno Moderna Museet ocupara gran parte del edificio, pero el museo abandonó el proyecto en 1969. La primera etapa del centro se inauguró en 1971.